# Subsecretaría de Trabajo
La Subsecretaría de Trabajo y Economía Social es la subsecretaría del Ministerio de Trabajo y Economía Social. Como tal, ostenta la representación ordinaria del Ministerio y la dirección de sus servicios comunes. 

## Historia
La Subsecretaría, al igual que el Ministerio, se crea el 8 de mayo de 1920. José Jorro, conde de Altea, fue nombrado primer subsecretario. En 1924, con la supresión del Instituto de Reformas Sociales y la integración de sus órganos en el Ministerio de Trabajo, Comercio e Industria, éstos órganos pasaron a depender de la Subsecretaría.
De forma excepcional, con motivo de la ausencia del ministro de Trabajo y Previsión Social, Francisco Largo Caballero, en mayo de 1931 el presidente provisional Niceto Alcalá-Zamora asumió la titularidad del ministerio, si bien el despacho ordinario fue ejercido por el subsecretario Rafael Troyano y Mellado. En 1934 sus competencias se ampliaron cuando se creó una sección en la subsecretaría para atender los asuntos relacionados con los seguros sociales, las Cajas generales de Ahorro popular y con la legislación de Accidentes de Trabajo.
Aunque variando sus competencias y denominación, esta subsecretaría siempre se ha denominado «de Trabajo», con la única excepción del periodo 2011-2018 cuando, al mismo tiempo que el ministerio al que se encuentra vinculada, ésta se denominó «de Empleo y Seguridad Social».

## Estructura
De la Subsecretaría de Trabajo dependen los siguientes órganos directivos:
- La Secretaría General Técnica.
- El Gabinete Técnico, como órgano de apoyo y asistencia inmediata al titular de la Subsecretaría, que también se encarga de las políticas de transparencia, gobierno abierto, igualdad de género, inclusión del personal con discapacidad y publicidad institucional.
- La Subdirección General de Administración Financiera y de la Oficina Presupuestaria, a la que le corresponde la gestión presupuestaria y económico-financiera del Departamento, así como lo relacionado con la contratación pública.
- La Subdirección General de Recursos Humanos e Inspección de Servicios, a la que le corresponde la gestión y administración de los recursos humanos del Departamento, así como las políticas de captación y formación del personal, además de las relaciones con las organizaciones sindicales, el control, evaluación e inspección de los servicios y de las políticas públicas, y la protección de datos personales.
- La Oficialía Mayor, a la que le corresponde dirección y gestión de los servicios generales, del régimen interior y del registro general, así como temas relacionados con los bienes muebles e inmuebles del Departamento, prevención de riesgos laborales y información administrativa y atención al ciudadano.
- La Subdirección General de Tecnologías de la Información y Comunicaciones, a la que le corresponden las competencias de carácter tecnológico del Departamento.

### Órganos adscritos.
- Abogacía del Estado en el Departamento.
- Intervención Delegada de la Intervención General de la Administración del Estado.

## Presupuesto
La Subsecretaría del Ministerio de Trabajo y Economía Social tiene un presupuesto asignado de 127 707 830 € para el año 2023. De acuerdo con los Presupuestos Generales del Estado para 2023, la Subsecretaría participa en tres programas:
| Nº Programa                           | Programa                                                                | Dotación      | Ref.                       |
| ------------------------------------- | ----------------------------------------------------------------------- | ------------- | -------------------------- |
| 143A                                  | Cooperación para el desarrollo                                          | 1 193 980 €   | [ 7 ]                      |
| 281M                                  | Dirección y Servicios Generales de Seguridad Social y Protección Social | 115 540 950 € | [ 8 ]                      |
| 24KB; 28KB; 28WF; 42KD                | Mecanismo de recuperación y resiliencia                                 | 10 972 900 €  | [ 9 ] [ 10 ] [ 11 ] [ 12 ] |
| Total presupuesto de la Subsecretaría | Total presupuesto de la Subsecretaría                                   | 127 707 830 € |                            |